# Robert Frederick Bennett
Robert Frederick Bennett (* 23. Mai 1927 in Kansas City, Missouri; † 9. Oktober 2000 in Kansas City, Kansas) war ein US-amerikanischer Politiker und von 1975 bis 1979 der 39. Gouverneur des Bundesstaates Kansas.

## Frühe Jahre und politischer Aufstieg
Robert Bennett studierte bis 1950 an der University of Kansas. Im Jahr 1952 machte er sein juristisches Examen und arbeitete danach immer wieder als Jurist. Unterbrochen wurde sein Studium vom Zweiten Weltkrieg und dem Koreakrieg. In beiden Kriegen kämpfte Bennett im US Marine Corps. In Korea wurde er verwundet und erhielt das Purple Heart. Zwischen 1955 und 1957 saß er im Gemeinderat von Prairie Village; von 1957 bis 1965 war er Bürgermeister dieser Gemeinde. Die folgenden neun Jahre bis 1974 verbrachte er im Senat von Kansas. Seit 1973 war er Präsident dieses Gremiums. Im Jahr 1974 wurde er als Kandidat der Republikanischen Partei zum neuen Gouverneur von Kansas gewählt.

## Gouverneur von Kansas
Bennetts vierjährige Amtszeit begann am 13. Januar 1975 und endete am 8. Januar 1979. In dieser Zeit reformierte er den Regierungsstil in Kansas, indem er die Verantwortung der einzelnen Minister gegenüber dem Gouverneur stärker hervorhob und damit die Stellung des Gouverneurs stärkte. Bennett war ein sehr guter Redner, der seine Ansprachen selbst entwarf und auf einen Redenschreiber verzichtete. Er war Mitglied mehrerer Gouverneursvereinigungen, des Nationalen Komitees gegen Kindesmissbrauch, der Amerikanischen Anwaltskammer, der American Judicature Society, der Freimaurer und des „Optimsts Clubs“. Gouverneur Bennett scheiterte im Jahr 1978 mit dem Versuch, in seinem Amt bestätigt zu werden.

## Weiterer Lebenslauf
Nach Ablauf seiner Amtszeit war er wieder Anwalt. Nach einer Erkrankung an Lungenkrebs erlag er im Oktober 2000 dieser Krankheit. Robert Bennett war mit Olivia Fisher verheiratet, mit der er vier Kinder hatte.